# Aquarium

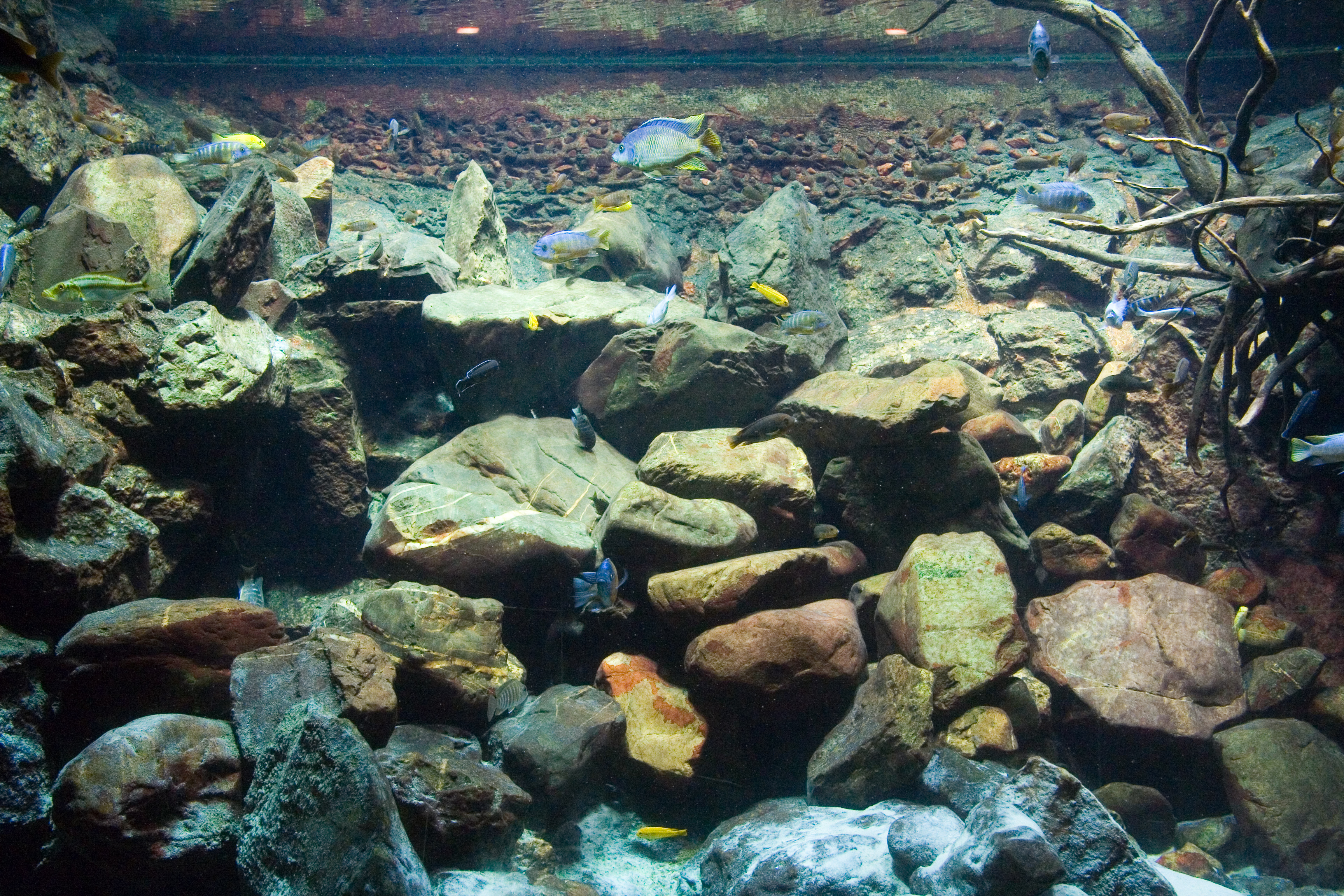
Aquarium met cichliden uit het Malawimeer in Artis

Een aquarium (meervoud aquaria of aquariums) is een bak met water waarin onderwaterflora en -fauna gehouden wordt met de bedoeling vissen, ongewervelde dieren en planten te verzorgen, te tonen of te kweken. Daartoe is een aquarium voorzien van wanden van glas, plexiglas of betonplex en systemen om een ecologisch stabiele toestand te bevorderen.
Kleine aquaria worden door hobbyisten in huis gehouden. In sommige steden zijn grote openbare aquaria. In zo'n groot aquarium worden naast vissen soms ook otters, schildpadden, dolfijnen, haaien en walvissen in gevangenschap gehouden. Dergelijke aquariumtanks zijn vaak ruimschoots voorzien van planten.
Aquarium is ook de generieke term die onterecht gebruikt wordt voor een transparante bak waarin dieren gehouden worden. Er dient een duidelijk onderscheid gemaakt te worden in functie van de aanwending van de bak:
- volledig gevuld met water is het een aquarium
- gedeeltelijk gevuld met water is het een paludarium, waarbij de inrichting van het onderwatergedeelte evenveel belang heeft als de zo natuurgetrouw mogelijke bovenwater decoratie. (Zie ook "mangrove-aquaria" hieronder)
- zonder water is het een terrarium of formicarium

De juiste generieke term is een vivarium: een veelal transparante bak om flora en fauna levend in te bewaren en tentoon te stellen.

## Soorten aquaria
Er moet allereerst onderscheid worden gemaakt tussen de hobby-aquaria, die doorgaans enige tientallen tot een paar duizend liter water bevatten, en aquaria in dierentuinen, die makkelijk meer water bevatten dan de inhoud van een gemiddeld woonappartement.
Verder kunnen de volgende aquaria onderscheiden worden:

### Zoetwateraquaria
Voor zoetwatervissen:
- onverwarmde of gekoelde zoetwateraquaria (voor het houden van vissen uit gematigde of koude streken). Bij een goede beluchting is het geen probleem inheemse soorten in een aquarium te houden, ook bij hoge dagtemperaturen. Sommige soorten zijn echter beschermd, andere soorten hebben een minimummaat in de visserijwet.
- tropische zoetwateraquaria (verwarmd, voor het houden van tropische zoetwatervissen). Een tropisch aquarium is makkelijker te houden dan een onverwarmd aquarium: op warme dagen springt de verwarming gewoon niet aan in een tropisch aquarium, maar zal een onverwarmd aquarium met bijvoorbeeld Nederlandse stekelbaarsjes al gauw te warm worden voor deze soorten.

### Zoutwateraquaria
Voor zoutwatervissen:
- rifaquaria (specifiek voor het houden van koralen en niet-koraaletende vissen die voorkomen in een koraalrif)
  - een recente ontwikkeling is de opkomst van het nano-rifaquarium, een mini-versie van een rifaquarium dat als norm ongeveer 80 liter zeewater bevat, terwijl een gangbaar rifaquarium minstens 500 liter water bevat. Omdat het watervolume voor de houdbaarheid van koralen cruciaal is, staat deze trend sterk ter discussie.
- koudwateraquaria (speciaal gekoeld voor het houden van bijvoorbeeld Noordzeevissen en lagere dieren)
- tropische zeevisaquaria (voor de zeer kleurrijke tropische zeevissen die meestal koraaletend zijn)

Een ander onderscheid kan gemaakt worden door de aanwending van aquaria als:
- het dierentuinaquarium, de reus onder de aquariums en meestal een bassin, en wordt gebruikt om een groot of grote aantallen dieren in te houden.
- het gezelschapsaquarium, het meest voorkomende aquariumtype, waarin meerdere soorten vissen, planten en andere dieren van verschillende afkomst en gehuisvest die in vrede met elkaar leven.
- het speciaal aquarium, meestal om één soort te huisvesten (zoals roofvissen).
- het biotoopaquarium, voor het houden van zoet- of zoutwaterflora en -fauna, die een specifiek natuurgebied (een biotoop) zo natuurlijk mogelijk trachten weer te geven. Typische biotoopaquaria zijn:
  - het rifaquarium (zie hoger)
  - het Noordzee-aquarium, specifiek voor het houden van dieren uit de Noordzee
  - het mangrove-aquarium - dat per definitie een paludarium is - , waarin bijvoorbeeld de schuttersvis of de slijkspringer gehouden wordt
  - het killi-aquarium, waarin de bijzonder kleurrijke killivis gehouden wordt. Killivissen zijn eierleggende tandkarper(tje)s die in opdrogende plassen en poelen in Afrika, Zuid-Amerika en Florida voorkomen.
  - Een Zuid-Afrikabiotoop. Denk hierbij aan vis- en plantensoorten uit de Kongo, zoals kersenbuikcichlide, Congozalm en Valisneria Spiralis.
  - Een Amazonebiotoop. Bijvoorbeeld discusvissen, enkele tetrasoorten en Corydoras. Planten: Anubias barterie var. nana, en andere. Ook Cabombasoorten komen voor in deze regio.

## Inrichting

Stikstof- en zuurstofkringloop

Een aquarium bevat uiteraard water. Dit is meestal gewoon zoet water, maar er zijn ook aquaria met zout water. Voor het houden van soorten is het van belang de milieufactoren in het water binnen de ecologische grenzen van die soort liggen, alleen daarom al kunnen niet alle soorten gecombineerd worden in hetzelfde aquarium. Bij het inrichten van het aquarium moet er daarom al rekening worden gehouden met de specifieke eisen van de te houden soorten. Er zijn diverse soorten die weinig specifieke eisen stellen, en daarom ook geschikt zijn voor beginners.
Verder kan een aquarium onder meer het volgende hebben:
- Een bodembedekking, hiervoor is een speciaal grind te koop, maar ook andere materialen als turf kunnen worden gebruikt. Voor de groei van sommige soorten waterplanten is een speciale voedingsbodem gewenst.
- Waterplanten
- Voor voortplanting hebben sommige soorten vissen specifieke behoeften aan rotsen of andere stenen voorwerpen om hun broed te beschermen.
- Decoratieve elementen zoals wortelhout, een aquarium is vaak ook om te bekijken, en wordt daarvoor ingericht.

Technische hulpmiddelen (niet allemaal nodig voor ieder aquarium)
- Verlichting, om het onderwaterleven te kunnen bekijken, en ten behoeve van de groei van de planten.
- Verwarming, om het water op de gewenste temperatuur te houden.
- Een systeem voor toevoeging van CO2. Hoewel CO2 de belangrijkste voedingsbron is voor planten om goed te kunnen groeien, dient alleen extra CO2 te worden toegevoegd in een dunbevolkt aquarium; in een druk aquarium produceren de vissen zelf genoeg koolstofdioxide. Het is beter om de planten te bemesten met een voedingsbodem of met vloeibare voedingscomponenten.
- Een algenmagneet (een sponsje of krabbertje om het glas te reinigen dat met een magneet vastgehouden kan worden. Merk op dat dit soort magneten krassen in het glas kan veroorzaken. Een beter, maar minder handig, alternatief zijn filterwatten)
- Een pomp met een filter, om het water schoon te houden. Er zijn twee soorten filters:
  1. een biologisch filter bevat bacteriën die de afvalstoffen afbreken.
  2. een mechanisch filter werkt als een zeef dat zwevende vaste-stofdeeltjes uit het water filtert of door adsorptie aan zich bindt, zoals een koolfilter.

## Biologisch evenwicht
Een echt biologisch evenwicht, waarbij de planten groeien van de stikstofhoudende afvalproducten van de vissen, is in huis niet mogelijk. De vissen produceren namelijk stikstofhoudende afvalstoffen in de vorm van het voor vissen erg giftige ammoniak, dat door bacteriën in een gerijpt aquarium of biofilter wordt omgezet in het iets minder giftige nitriet, wat weer door andere bacteriën wordt omgezet in het zeer weinig giftige nitraat. Deze omzettingen moeten in een nieuw opgezet aquarium langzaam op gang komen (enige weken), oorzaak van veel vissterfte bij beginners die hun nieuwe aquarium te snel bevolken. Om dit te voorkomen kan één week voor het bevolken een hoeveelheid ammoniak in de vorm van vloeibare ammonia of als salmiak aan het water worden toegevoegd, zodat de nitrificerende bacteriën dan al een flinke populatie hebben opgebouwd.
De bacteriën die ammoniak en nitriet omzetten moeten echter concurreren met heterotrofe bacteriën die allerlei organische stoffen oxideren. Het is dus van belang te zorgen dat de belasting met andere organische stoffen in een biofilter minimaal is. In de praktijk door het regelmatig schoonmaken van de filtermaterialen (watten) die voor het biofilter zitten.
Het nitraat dat ontstaat, kan worden opgenomen door planten of door nitraatabsorberend filtermateriaal. Indien er door de planten meer nitraat verbruikt wordt dan er in het aquarium wordt geproduceerd, kan dit worden opgelost door kalium-, magnesium-, calcium- of ammoniumnitraat te doseren. Wordt er in het aquarium echter meer nitraat gevormd dan er door de aanwezige planten kan worden opgenomen, en er kunnen geen planten worden bijgeplaatst, dan moet deze stof afgevoerd worden door geregeld een deel van het water te verversen, bijvoorbeeld 25% van het water elke twee à vier weken. Het is technisch wel mogelijk nitraat te verwijderen door middel van denitrificatie. In zo'n installatie wordt het nitraat door bacteriën gebruikt voor oxidatie van organische stoffen (in de praktijk soms toegevoegd methanol, soms ook afvalslib). Omdat denitrificatie alleen optreedt bij zuurstofloze omstandigheden, moet er in het systeem een geringe waterstroom afgetakt worden waarin door bezinking of toevoeging van methanol anaerobe omstandigheden worden geschapen. De eindproducten van denitrificatie zijn stikstof, water en koolstofdioxide. Bij zeewater is denitrificatie lastig vanwege de aanwezigheid van SO3−-ionen die ook als oxidator gebruikt kunnen worden door bacteriën en dan waterstofsulfide gaan produceren, een zeer giftige stof.
Vanwege de problemen die kunnen optreden bij de anaerobe omstandigheden en de extra investering wordt van denitrificatie meestal afgezien.
Een veel veiliger methode van de-nitrificatie dan de wodka-methode (= met methanol) is het gebruik van een zwavelreactor. Dit is een buis gevuld met zwavel  eventueel gevolgd door een buis gevuld met calcium ( zeewater) waardoor het water wordt geleid. De zwavel dient als voedsel voor de bacteriën. Met deze methode, die ook geschikt is voor zeewater, werden tijdens tiental jaren durende proeven door Marc Langouet geen problemen vastgesteld. Het grote nadeel van de biofilter, meer bepaald nitraatophoping, is hiermee van de baan. In zeeaquaria kan de zwavelreactor tevens helpen bij het voorkomen van een calciumtekort.
Verder zijn belangrijk de temperatuur, de zuurgraad (pH) en de hoeveelheden zouten in het water. Iedere vis heeft zijn eigen voorkeuren en voor samen gehouden soorten mogen die voorkeuren niet al te ver uit elkaar liggen. Niet ieder kraanwater is zonder behandeling vooraf geschikt om een aquarium mee te vullen - het waterleidingbedrijf voegt er soms bacteriëndodende middelen aan toe waar de vissen niet tegen kunnen.
Hou er eveneens rekening mee dat de planten en de vissen ook vaak tegengestelde belangen hebben. Een hoge kooldioxideconcentratie is voor planten groeibevorderend maar voor vissen lastig (een werkelijke concentratie tussen 10 en 60 mg/l is daarom een mooi compromis). Veel licht wordt door vissen meestal ook niet op prijs gesteld. Sterk beplante bakken zullen 's nachts veel zuurstof gaan verbruiken waardoor de vis het moeilijk kan krijgen als niet goed belucht wordt.

## Zuurstof
Zuurstof in een aquarium is belangrijk. In principe bevat elk aquarium voldoende zuurstof zonder dat er kunstmatige hulpmiddelen nodig zijn, mits aan bepaalde voorwaarden voldaan wordt: niet al te veel vissen en beweging in het water.
De mechanismen die in de handel verkrijgbaar zijn hebben niet als doel een zuurstoftekort op te vangen. Toch is het nuttig om het gebruik van twee veel verkochte hulpmiddelen toe te lichten:
- de "zuurstofsteentjes" is de groep zuurstofelementen, zoals ronde, vierkante of langwerpige voorwerpen, verbonden aan een kunststof slangetje met een pompje dat lucht door het slangetje naar het steentje perst om een "gordijn" van luchtbelletjes in het aquarium te zien opstijgen. De zuurstofgenererende functie van deze luchtbelletjes is gering. Het belangrijkste voordeel van het gebruik ervan is de watercirculatie, die ze veroorzaken. Het is die watercirculatie, met name de oppervlaktecirculatie, die wel degelijk belangrijk is voor de opname van zuurstof in het water. Omdat er veel geschikter methodes zijn om een goede oppervlaktecirculatie te genereren (met name door een gerichte verdeling van de uitstroom van de filterpomp, al dan niet in combinatie met circulatiepompen die vooral in zee-aquaria essentieel zijn), zijn de zuurstofelementjes in het hedendaagse aquarium uiterst zeldzaam.
- de oxidator is een toestel dat door toevoeging van een chemisch product zuurstof in het aquarium genereert. Hoewel er van zuurstoftekort zelden of nooit sprake is in een normaal aquarium, heeft de toevoeging van zuurstof wel degelijk een gunstig resultaat op de plantengroei in zoetwateraquaria. Liefhebbers van de zogeheten "Hollandse aquaria" (een generieke term voor zoetwateraquaria die dicht beplant zijn en doorgaans bijzonder mooi ingericht zijn) gebruiken weleens een oxidator als hulpmiddel. Het gebruik ervan is echter vrij zeldzaam. Daartegenover is de toevoeging van CO2 ter bevordering van de plantengroei de meest gebruikte, en dus de meest gangbare methode van "natuurlijke bemesting", van zoetwaterplantbakken én van zeewater rifaquaria.

Zeewateraquaria (en tropische zoetwateraquaria) hebben een (veel) grotere behoefte aan zuurstof dan de meeste zoetwaterbakken. Daarom is het gangbaar meerdere zeer krachtige circulatiepompen te voorzien. Deze circulatiepompen zorgen niet alleen voor de eerder genoemde oppervlaktecirculatie (en dus zuurstofopname aan het wateroppervlak), maar de stroming die ze genereren is levensnoodzakelijk voor het houden van de meeste koraalsoorten.
Naast stroming hebben koralen vooral (krachtig) licht nodig om in symbiose met hun zoöxanthellen te kunnen (over)leven in een aquarium.

## Verlichting

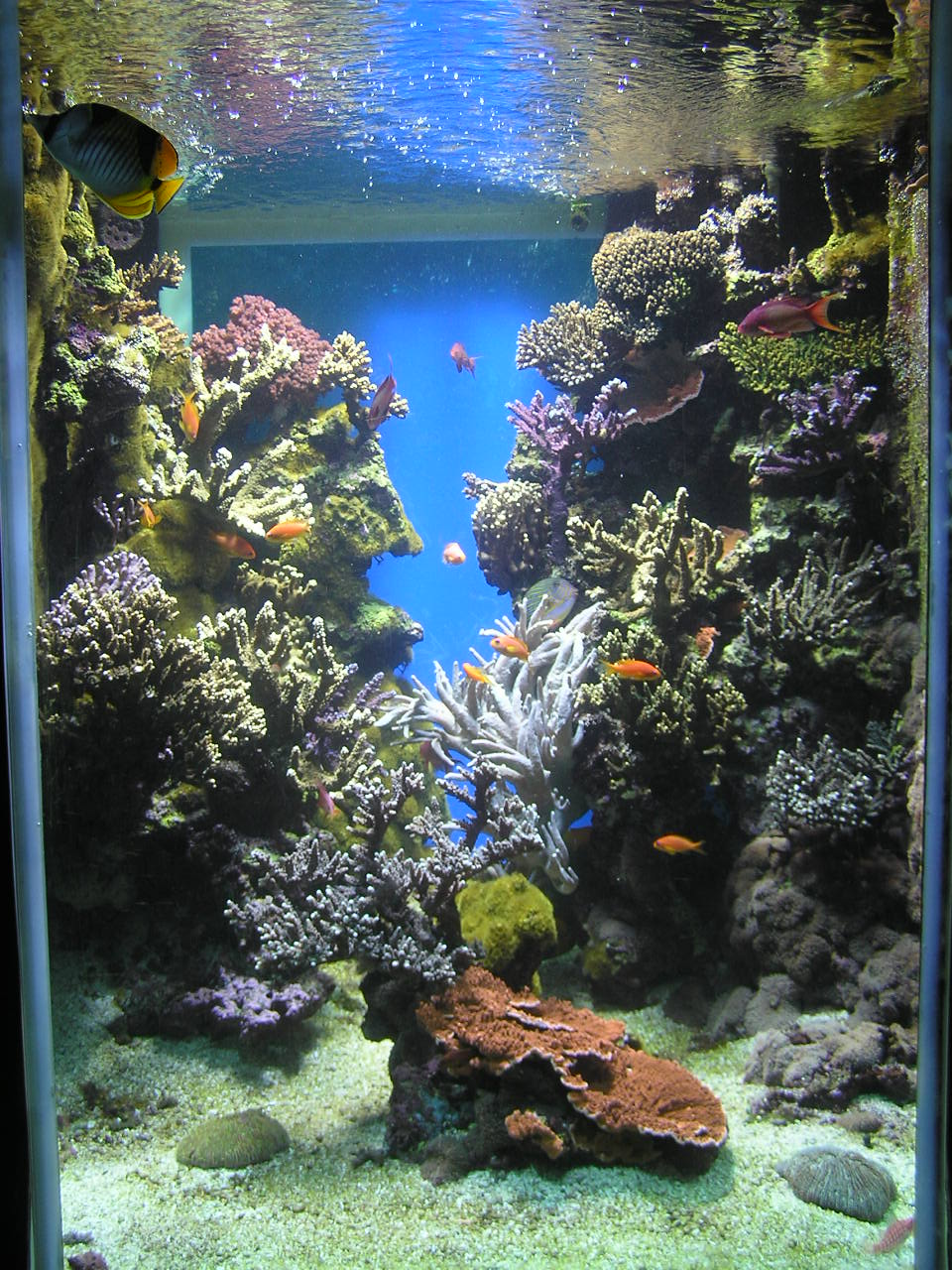
Door HQI-verlichting zijn diepe (rif)aquaria mogelijk geworden

Men zou een aquarium kunnen verlichten door dit voor een raam te plaatsen. Met name in de beginjaren van de aquariumhouderij -toen kunstlicht nog zeldzaam was- was dit de enige optie voor de aquariumliefhebber. Het heeft evenwel het belangrijke nadeel dat het aquarium al snel begroeit met algen. Daarom is kunstlicht de geijkte methode om een aquarium te verlichten.
Na 1950 werd verlichting met tl-lampen de meest gangbare vorm van aquariumverlichting. Fluorescentielampen hebben niet alleen een goede lichtproductie, ze zijn ook betaalbaar en in een breed spectrum van natuurgetrouwe kleuren verkrijgbaar. Er zijn tl-buizen verkrijgbaar die speciaal bedoeld zijn om de kleuren van de vissen te benadrukken. Zeeaquaria, waar het blauwe spectrum de natuurlijke basis is, hebben een andere lichtbehoefte dan zoetwateraquaria. In de eenentwintigste eeuw zijn de TL-buizen voor aquariumverlichting vervangen door LED-buizen. Ze passen in bestaande TL-aquariumarmaturen maar gebruiken veel minder energie en gaan langer mee. Nadeel is de hoge aanschafprijs.

### HQI-verlichting
Een modernere verlichtingsmethode dan tl-buizen is het gebruik van hogedruk-kwikdamplampen of HQI-lampen. Daar waar fluorescentielampen het licht gelijk verdelen, hebben HQI-lampen de eigenschap dat ze de breking van de waterrimpels op een zongetrouwe manier weergeven in het aquarium. Bovendien zijn ze door hun kleine afmeting en hoge lichtproductie, esthetischer en benaderen zij veel meer de natuurlijke lichtkracht dan een tl-lampgroep dat ooit zou kunnen. HQI-lampen hebben echter als nadeel hun hoge prijs.

### Lichtbehoefte
De lichtbehoefte van een aquarium staat rechtstreeks in verhouding tot de inhoud ervan. Samenvattend is niet zozeer de belichtingsduur, als wel de lichtintensiteit van belang:
- Zoetwateraquaria met veel planten hebben behoefte aan veel licht. Dat is de reden waarom deze bakken doorgaans niet hoger zijn dan 50 cm (de diepte die een tl-lamp gemakkelijk kan bereiken). Het is gangbaar deze bakken met minstens 1 tl-lamp per 10 cm bakbreedte te voorzien. Een typisch "Hollands aquarium" heeft een hoge plantdichtheid en bevat tot 3 lampen per 10 cm bakbreedte.
- Zoetwateraquaria met vooral vissen (zoals meervallen) hebben weinig licht nodig. Tropische vissen schuwen (overdadig) licht. Pas daarom uw verlichting aan in functie van de sfeer die u bij voorkeur zo natuurgetrouw mogelijk weergeeft.
- Zoutwateraquaria hebben van nature uit een veel hogere behoefte aan licht. De meeste populaties van zoutwateraquaria komen uit de pal tegen het wateroppervlak levende koraalriffen en zijn per definitie gewend aan en zelfs afhankelijk van een sterke lichtintensiteit. Hou er rekening mee dat vissen die geen schuilmogelijkheden hebben dood kunnen gaan van de stress.
- Rifaquaria hebben niet alleen een hoge lichtbehoefte, licht is een voorwaarde van hun bestaan. De meeste lagere dieren leven in symbiose met zoöxanthellen. Meer informatie vindt u onder de respectievelijk lemmata koraal en koraalrif.

Overmatige belichting heeft meestal algengroei als gevolg. De logische eerste stap bij algengroei is de verlichtingsintensiteit, maar niet de duur, te verkleinen. Algengroei wordt evenwel veroorzaakt door veel stimuli, waarvan licht er maar een is. Met betrekking tot algengroei en licht dient naar alle aquariumomstandigheden te worden gekeken, met name een optimale zuurgraad, hardheid en zoutgehalte in functie van het vissenbestand, een zuivere aquariumbodem en regelmatig ververst aquariumwater.
De verlichtingsduur dient bij voorkeur zo natuurgetrouw mogelijk te zijn: 10 tot 12 uur per dag is gangbaar. Aangezien de meeste aquaria tropische vissen bevatten, dient rekening gehouden te worden met de kortere zon-uren per dag dan in de zomer op ons noordelijk halfrond.
Een schakelklok kan worden gebruikt om het licht in fasen aan- en uit te schakelen. Dit bevordert de regelmaat in het aquarium en beperkt stress bij de vissen. Eventueel kan men gebruikmaken van een dimmer om de opkomst en ondergang van de zon na te bootsen.

## Aquariumvissen

### Zoetwateraquariumvissen
Enkele typische zoetwateraquariumvissen (voor hobby-aquariums) zijn: 
guppy, maanvis, kardinaaltetra, neontetra, discusvissen, platy (=plaatje), zwarte dwergmeervallen, pantsermeervallen (vooral de Corydoras-soorten of "cory's" zijn zeer populair) en uiteraard de goudvis.

### Inheemse vissen
Veel inheemse vissen zijn goed en legaal in een aquarium te houden. Voor vissoorten als de kroeskarper, de roofblei, de blankvoorn, de riviergrondel, de brasem en de kolblei is er geen minimummaat, waardoor het mogelijk is hengelvangsten mee naar huis te nemen. Kleine exemplaren kunnen nagenoeg onbeschadigd worden gevangen met weerhaaksloze haken maat 20 met als aas een rode muggenlarve. Ook stekelbaarzen kunnen zo worden gevangen, maar die zijn zeker niet geschikt voor een gezelschapsaquarium en tijdens het voortplantingsseizoen zijn de mannetjes zeer agressief zodat ze voor zichzelf een heel aquarium nodig hebben.
Het is niet toegestaan aan hengelaars en beroepsvissers om vissen kleiner dan de minimummaat in bezit te hebben. In particuliere of publieksaquaria is het echter niet verboden om ondermaatse vissen te houden. De vissen zouden uit kuit kunnen zijn opgekweekt of afkomstig kunnen zijn uit andere aquaria. Vaak is het wel mogelijk om kuit te verzamelen op plaatsen waar paaiende vissen worden aangetroffen, bijvoorbeeld van baars en snoek in het vroege voorjaar.
Verder is het zo dat het schepnet een verboden vangmiddel is en dat het ook niet legaal is om vis uit te zetten. Dit is voorbehouden aan de rechthebbende op het viswater (hengelsportvereniging). Dit kan een probleem opleveren bij snelgroeiende vissoorten, die het aquarium al snel overbevolken. Zet ook geen exotische vissen uit of inheemse vissen in geïsoleerde wateren, dit kan voor grote ecologische en economische schade zorgen.
Het houden van beschermde soorten is echter een ernstige overtreding. De bittervoorn, de grote en kleine modderkruiper, het bermpje, rivierdonderpad en de Europese meerval zijn beschermde soorten.

## Andere dieren die in een aquarium kunnen leven
Het meest gehouden huisdier in een aquarium is de vis, maar ook andere diertjes worden er veel in gehouden. De garnaal kan nuttig werk verrichten doordat het algen en overgebleven voedselresten eet. Sommige soorten worden apart gekweekt voor de sier, zoals de Crystal red garnalen of vuurgarnalen waardoor deze in tientallen kleuren te krijgen zijn. Maar minder opvallende soorten zoals de Waaierhandgarnaal (en zijn blauwe Afrikaanse neef), Amanogarnaal en de Glasgarnaal zijn ook populair. De in 2009 ontdekte rode Kardinaalgarnaal uit Sulawesi (Indonesië), zijnde meestal uit de meren Matanomeer en Towutimeer kan soms ook in dierenwinkels gevonden worden. Deze soorten zijn onlangs ontdekt en daardoor nog duur.
Slakken kunnen helpen wanden schoon te maken. Verder kan men deze diertjes ook puur voor de aardigheid houden, al kunnen sommige soorten een plaag vormen. Naast de garnaal en de slak worden ook aquatische kikkers in aquariums gehouden, bijvoorbeeld de klauwkikker. Behalve die soorten worden er eveneens kreeften, krabben, zeepaarden, koralen en andere lagere dieren gehouden in het aquarium. De meeste vragen een speciaal aquarium, dus een aquarium ingericht voor het houden van een soort. Toch vallen ze soms goed te combineren in een gezelschapsbak, zolang er geen roofdieren zijn, of de dieren zelf kunnen gaan jagen.
Een aquarium met een landgedeelte wordt ook wel paludarium genoemd. Paludaria worden met name gebruikt om amfibieën, schildpadden, amfibische vissen zoals longvissen of slijkspringers in te behuizen.

## Publieke aquaria
Enkele bekende aquaria voor bezoekers zijn te vinden in:

### Europa
- België:
  - Aquatopia en zoo  in Antwerpen (opgeheven)
  - Pairi Daiza in Cambron-Casteau (Brugelette)
  - Sea-life center in Blankenberge
  - Aquarium-Museum in Luik (universiteitsmuseum)
- Nederland:
  - Artis in Amsterdam
  - Burgers' Ocean (Koninklijke Burgers' Zoo) in Arnhem
  - Centrum voor Natuur en Landschap in West-Terschelling
  - Ecomare op Texel
  - Grottenaquarium Valkenburg
  - Muzeeaquarium Delfzijl
  - Natuurcentrum Ameland in Nes
  - Neeltje Jans
  - Noordzee-aquarium Fort Kijkduin in Huisduinen (Den Helder)
  - Oceanium (Diergaarde Blijdorp) in Rotterdam
  - Ouwehands Dierenpark in Rhenen
  - Sea Life Scheveningen
  - Zee Aquarium Bergen aan Zee
- Frankrijk:
  - Nausicaá in Boulogne-sur-Mer
- Italië:
  - Aquarium van Genua
- Portugal:
  - Oceanário in Lissabon

### Noord-Amerika
- Verenigde Staten:
  - California Academy of Sciences in San Francisco
  - Georgia Aquarium in Atlanta
  - Monterey Bay Aquarium in Monterey
  - Birch Aquarium in San Diego

### Azië
- Japan:
  - Osaka Aquarium Kaiyukan
- Singapore:
  - Underwater World

### Zuid-Amerika
- Curaçao:
  - Curaçao Sea Aquarium

### Australië
- Melbourne Aquarium